# Олипа
42° 45′ 50″ N 17° 46′ 30″ E / 42.76389° С; 17.77500° И
Олипа је најзападнији од свих острва, острваца и хриди у Елафитима у хрватском делу Јадранског мора. Готово је овалног облика, осим рта окренутог према северу, површине од 902.754 м². Највиша тачка острва је 206 м. Дужина обале износи 4,987 км. Острво је ненастањено, каменито и деломично обрасло шумом. На јужној обали се налази четвороугаона камена кула с галеријом која служи као светионик. Светионик служи за навигацију важним поморским пролазима Великим Вратником и Малим Вратником. Велики Вратник се налази између Олипе и Тајана (Јакљана). Мали Вратник је пролаз између Олипе и Пељешца. Пролази имају народни назив Боке фалсе.